# Paral·lel 60° nord
El paral·lel 60è nord és un paral·lel que està a 60 graus nord del pla equatorial de la Terra. Travessa Europa, Àsia, l'oceà Pacífic, Amèrica del Nord i l'oceà Atlàntic.
Si bé es troba aproximadament dues vegades més lluny de l'equador que del pol Nord, el paral·lel 60 és la meitat de llarg que la línia equatorial.
En aquesta latitud el Sol és visible durant 18 hores i 52 minuts durant el solstici d'estiu i 5 hores i 52 minuts durant el solstici d'hivern
El 21 de juny, l'altitud màxima del sol és de 53.44 graus i el 21 de desembre de 6,56 graus

## Dimensions
En els sistema geodèsic WGS84, al nivell de la latitud 60° nord, un grau de longitud equival a 55.8 km; la longitud total del paral·lel és doncs de 20088 km, és a dir aproximadament la meitat de la de la línia equatorial. N'és distant de 6654 km i del pol Nord de 3348 km.

## Al voltant del món
A partir del Primer Meridià i dirigint-se cap a l'est, el paral·lel 60° nord passa a través de:
| Coordenades                               | País, territori o mar | Notes |
| ----------------------------------------- | --------------------- | --- |
| 60° 0′ N, 0° 0′ E / 60.000°N,0.000°E      | Mar del Nord          | |
| 60° 0′ N, 5° 2′ E / 60.000°N,5.033°E      | Noruega               | Illes de Møkster, Selbjørn, Huftarøy, Reksteren i Tysnesøy, i el continent Passant just al nord d'Oslo |
| 60° 0′ N, 12° 23′ E / 60.000°N,12.383°E   | Suècia                | Passant per Fagersta Passant just al nord d'Uppsala |
| 60° 0′ N, 18° 53′ E / 60.000°N,18.883°E   | Mar Bàltica           | |
| 60° 0′ N, 20° 8′ E / 60.000°N,20.133°E    | Illes Åland           | |
| 60° 0′ N, 20° 58′ E / 60.000°N,20.967°E   | Mar Bàltica           | |
| 60° 0′ N, 22° 22′ E / 60.000°N,22.367°E   | Finlàndia             | |
| 60° 0′ N, 23° 56′ E / 60.000°N,23.933°E   | Mar Bàltica           | Passant just al sud de Hèlsinki, Finlàndia |
| 60° 0′ N, 24° 26′ E / 60.000°N,24.433°E   | Finlàndia             | Península de Porkkala |
| 60° 0′ N, 24° 30′ E / 60.000°N,24.500°E   | Mar Bàltica           | Golf de Finlàndia - passant just al sud de l'illa de Gogland, Rússia |
| 60° 0′ N, 27° 48′ E / 60.000°N,27.800°E   | Rússia                | Illa de Moshchny |
| 60° 0′ N, 27° 54′ E / 60.000°N,27.900°E   | Mar Bàltica           | Golf de Finlàndia |
| 60° 0′ N, 29° 44′ E / 60.000°N,29.733°E   | Rússia                | Illa de Kotlin (ciutat de Kronstadt) |
| 60° 0′ N, 29° 47′ E / 60.000°N,29.783°E   | Mar Bàltica           | Golf de Finlàndia |
| 60° 0′ N, 30° 5′ E / 60.000°N,30.083°E    | Rússia                | Passant per Sant Petersburg Passant per Llac Làdoga |
| 60° 0′ N, 154° 30′ E / 60.000°N,154.500°E | Mar d'Okhotsk         | Golf de Xélikhov |
| 60° 0′ N, 161° 28′ E / 60.000°N,161.467°E | Rússia                | Península de Kamtxatka |
| 60° 0′ N, 165° 14′ E / 60.000°N,165.233°E | Mar de Bering         | |
| 60° 0′ N, 166° 10′ E / 60.000°N,166.167°E | Rússia                | |
| 60° 0′ N, 166° 33′ E / 60.000°N,166.550°E | Mar de Bering         | Golf d'Olyutorsky |
| 60° 0′ N, 170° 9′ E / 60.000°N,170.150°E  | Rússia                | |
| 60° 0′ N, 170° 26′ E / 60.000°N,170.433°E | Mar de Bering         | |
| 60° 0′ N, 167° 8′ O / 60.000°N,167.133°O  | Estats Units          | Alaska - Illa de Nunivak |
| 60° 0′ N, 165° 39′ O / 60.000°N,165.650°O | Estret d'Etolin       | |
| 60° 0′ N, 164° 9′ O / 60.000°N,164.150°O  | Estats Units          | Alaska |
| 60° 0′ N, 152° 38′ O / 60.000°N,152.633°O | Badia de Cook         | |
| 60° 0′ N, 151° 44′ O / 60.000°N,151.733°O | Estats Units          | Alaska - Península de Kenai, Illa d'Evans, Illa d'Elrington, Illa de Latouche i Illa de Montague |
| 60° 0′ N, 147° 24′ O / 60.000°N,147.400°O | Oceà Pacífic          | Golf d'Alaska |
| 60° 0′ N, 144° 24′ O / 60.000°N,144.400°O | Estats Units          | Alaska - Illa de Wingham, Illa Kayak i una petita secció de continent |
| 60° 0′ N, 143° 50′ O / 60.000°N,143.833°O | Oceà Pacífic          | Golf d'Alaska |
| 60° 0′ N, 141° 53′ O / 60.000°N,141.883°O | Estats Units          | Alaska |
| 60° 0′ N, 139° 3′ O / 60.000°N,139.050°O  | Canadà                | Yukon / Frontera Colúmbia Britànica Territoris del Nord-oest / Frontera Colúmbia Britànica Territoris del Nord-oest / Frontera Alberta Territoris del Nord-oest / Frontera Saskatchewan Territoris del Nord-oest / Frontera Manitoba - per uns 400m Nunavut / Frontera Manitoba |
| 60° 0′ N, 94° 49′ O / 60.000°N,94.817°O   | Badia de Hudson       | Passant just al nord de les Illes Ottawa, Nunavut, Canadà |
| 60° 0′ N, 77° 17′ O / 60.000°N,77.283°O   | Canadà                | Quebec |
| 60° 0′ N, 69° 46′ O / 60.000°N,69.767°O   | Badia d'Ungava        | |
| 60° 0′ N, 65° 7′ O / 60.000°N,65.117°O    | Canadà                | Quebec Terranova i Labrador |
| 60° 0′ N, 64° 9′ O / 60.000°N,64.150°O    | Oceà Atlàntic         | Frontera entre l'estret de Davis (al nord) i el Mar del Labrador (al sud))[6] |
| 60° 0′ N, 44° 52′ O / 60.000°N,44.867°O   | Groenlàndia           | |
| 60° 0′ N, 43° 9′ O / 60.000°N,43.150°O    | Oceà Atlàntic         | |
| 60° 0′ N, 1° 21′ O / 60.000°N,1.350°O     | Regne Unit            | Escòcia - Illes de Mainland i Mousa, Illes Shetland |
| 60° 0′ N, 1° 11′ O / 60.000°N,1.183°O     | Mar del Nord          | |

## Canadà

El paral·lel 60 nord, al Canadà, que marca la frontera sud de Yukon, Territoris del Nord-oest i l'illa de Nunavut.

Al Canadà, el paral·lel 60 constitueix el límit continental entre els territoris del nord de Yukon, Territoris del Nord-oest i l'illa de Nunavut al nord, i les províncies occidentals de Columbia Britànica, Alberta, Saskatchewan i Manitoba al sud.
En conseqüència, "al nord de 60" és una expressió d'ús freqüent per als territoris, encara que algunes parts de Nunavut (les illes de la Badia de Hudson i Badia de James) es troben al sud del paral·lel 60, i parts de Quebec i Terranova i Labrador es troben al nord, a l'est de la badia de Hudson.